# Picotet escatós
El picotet escatós (Picumnus squamulatus) és una espècie d'ocell de la família dels pícids (Picidae) que habita la malesa i les clarianes dels boscos decidus, fins als 1900 m, a Colòmbia oriental i Veneçuela septentrional.